# Leif Andreas Larsen
För den norska filmen, se Shetlands-Larsen (film)

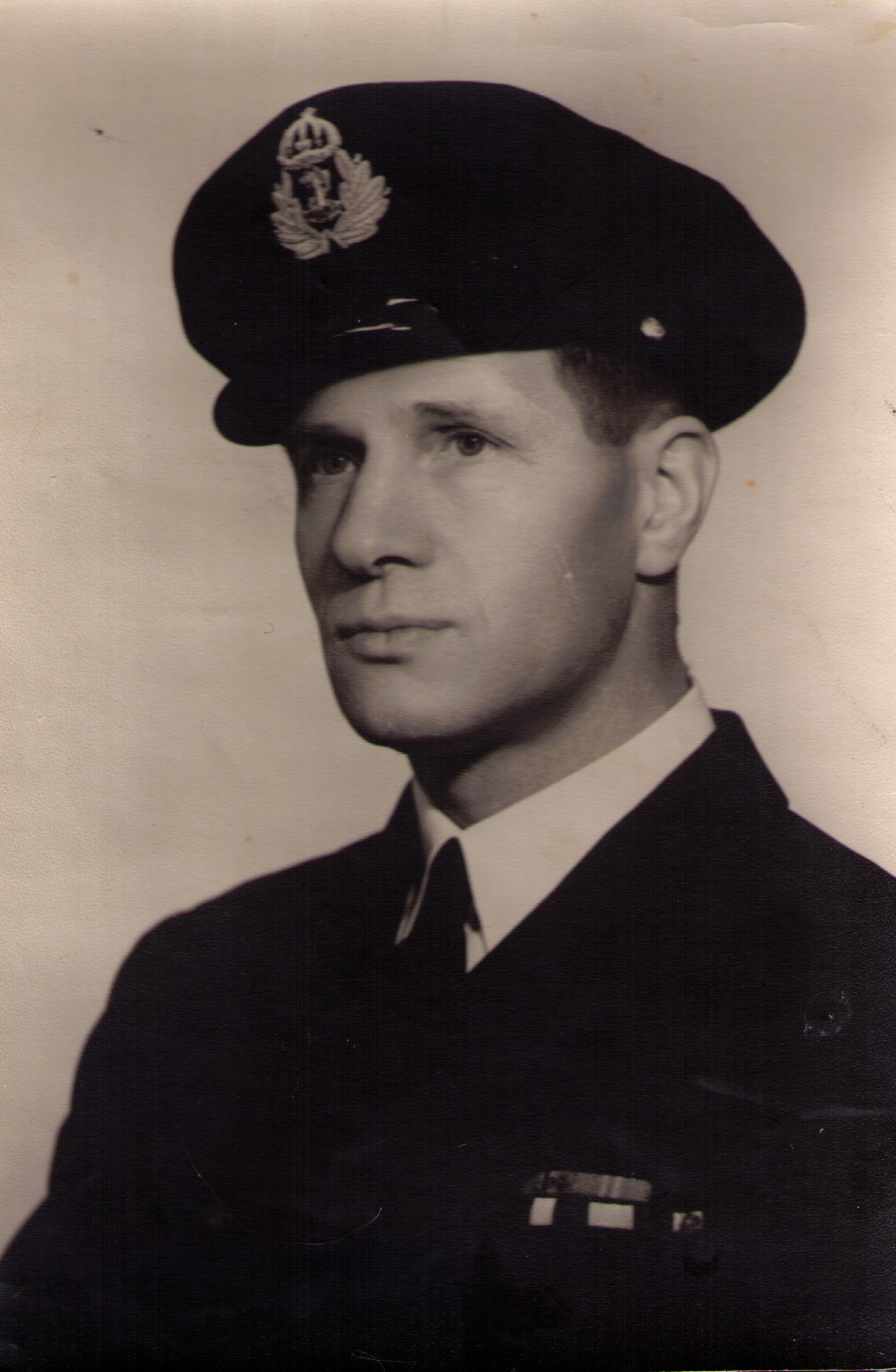
Leif Larsen.

Leif Andreas Larsen, ofta kallad Shetlands-Larsen, född 9 januari 1906 i Bergen, Norge, död 12 oktober 1990, var den mest kända av Shetlandsgjengen, en norsk marinavdelning som fraktade flyktingar och agenter mellan Norge och Shetlandsöarna under andra världskriget. Larsen hade goda ledaregenskaper och valdes till skeppare av dem som seglade med honom. Larsen ville själv inte lägga särskilt stor vikt vid sina egna insatser utan pekade hellre på dem som tjänstgjorde tillsammans med honom. Han var frivillig i finska vinterkriget och under invasionen i Norge kämpade han i Kongsvinger fästning. 
Larsen steg i gradrerna från att gå ut som kvartermästare 1941 till underlöjtnant 1943, löjtnant 1945 och kaptenlöjtnant 1953. 
Det blev sammanlagt 52 turer över Nordsjön, de flesta gångerna i vanliga norska fiskebåtar.

## Utmärkelser
Shetlands-Larsen var en av de mest dekorerade allierade sjöofficerarna. Bland annat fick han följande utmärkelser:
- Krigskorset med svärd och stjärna (stjärna är för tilldelning nr 2. Alla tilldelningar av KK efter 18 maj 1945 är med svärd)
- St. Olavsmedaljen med ekgren
- Krigsmedaljen med tre stjärnor
- Deltagarmedaljen
- Conspicuous Gallantry Medal. Larsen fick denna som första utlänning.
- Distinguished Service Medal and Bar
- Distinguished Service Cross
- Distinguished Service Order
- Den finska deltagarmedaljen, för sin medverkan i vinterkriget